# Aspredinidae
Aspredinidae (cá băng cầm) là một họ cá da trơn (bộ Siluriformes) tại Nam Mỹ, trong tiếng Anh được gọi là banjo catfishes. Họ này gồm khoảng 39 loài.

## Phân bố
Aspredinidae được tìm thấy khắp các con sông lớn tại vùng nhiệt đới Nam Mỹ (như Magdalena, Orinoco, Amazon, São Francisco, Paraguay-Paraná, và Uruguay). Bunocephalus là chi duy nhất sống tại miền tây dãy Andes, tại các sông như Atrato, San Juan, và Patía.

## Phân loại
Trong 13 chi của họ Aspredinidae, vài chi được mô tả tương đối gần đây, gồm Acanthobunocephalus năm 1995, Micromyzon năm 1996, và Pseudobunocephalus năm 2008. Các chi này được xếp vào ba phân họ khác nhau.
Aspredinidae thường được coi là một phần của siêu họ Sisoroidea cùng họ chị em Erethistidae. Tuy nhiêu, những tác giả tin rằng chúng thuộc siêu họ Doradoidea, cùng Doradidae, Auchenipteridae, và có lẽ cả Mochokidae.